# Hartz und herzlich
Hartz und herzlich ist eine deutsche Sozialreportage, die von UFA Show & Factual produziert und seit 2016 auf RTL II ausgestrahlt wird. Die Serie gehört zum RTL-II-Themenkomplex Trotz dem Leben, der neben Hartz und herzlich auch aus Formaten wie Armes Deutschland, Armes Deutschland – Deine Kinder und Abgestempelt – Armut in Deutschland besteht.

## Inhalt
Die Sozialreportage dokumentiert das alltägliche Leben von Menschen, die in sogenannten sozialen Brennpunkten leben. Viele der Protagonisten von Hartz und herzlich sind auf das titelgebende Bürgergeld („Hartz IV“) oder andere Formen von Sozialhilfe angewiesen. Die Teams der Produktionsfirma begleiten dabei die Menschen der jeweiligen Handlungsorte über einen längeren Zeitraum.

## Staffeln und Drehorte
Bis auf die erste Staffel, die aus zwei Episoden besteht, beinhalten die Hartz-und-herzlich-Staffeln jeweils drei Folgen.
(In Klammern: Ausstrahlungsjahr)
- Staffel 1: Die Eisenbahnsiedlung von Duisburg (2016)
- Staffel 2: bisher nicht ausgestrahlt
- Staffel 3: Die Benz-Baracken von Mannheim (2017)
- Staffel 4: Die Plattenbauten von Bitterfeld-Wolfen (2017)
- Staffel 5: Rückkehr in die Benz-Baracken (2018)
- Staffel 6: Der Blockmacherring von Rostock (2018)
- Staffel 7: Salzgitter Lebenstedt (2018)
- Staffel 8: Das Winzler Viertel von Pirmasens (2019)
- Staffel 9: Niedergörsdorf – Altes Lager (2019)
- Staffel 10: Die Blöcke von Rostock Groß Klein (2020)
- Staffel 11: Rückkehr in die Benz-Baracken (2019)
- Staffel 12: Bergheim (2020)
- Staffel 13: Rückkehr nach Salzgitter (2020)
- Staffel 14: Rückkehr in die Benz-Baracken (2020)
- Staffel 15: Krefeld (2020)
- Staffel 16: Frankfurt/Oder (2020)
- Staffel 17: Köln-Bickendorf (2021)
- Staffel 18:  Rostock (2023)

Ein neuer Zusammenschnitt der Aufnahmen in der Duisburger Eisenbahnsiedlung (Staffel 1) wurde im August 2017 in drei Folgen ausgestrahlt. Im September 2017 folgte das zugehörige Special Rückkehr in die Eisenbahnsiedlung von Duisburg.
Im Oktober 2018 bestätigte eine Sprecherin von UFA Show & Factual den Dreh einer Staffel in Altes Lager, einem Ortsteil der Gemeinde Niedergörsdorf in Brandenburg. Es war somit die erste Staffel, die nicht in einer Stadt, sondern im ländlichen Raum angesiedelt war. Die Ausstrahlung als 9. Staffel der Doku-Soap erfolgte im Oktober 2019.
Die 16. Staffel, die 2020 in Frankfurt/Oder gedreht wurde, entstand erstmals unter dem Eindruck der COVID-19-Pandemie in Deutschland und wurde – noch vor der 15. Staffel – ab September 2020 ausgestrahlt. Die 17. Staffel entstand in Bickendorf, einem Stadtteil im Nordwesten von Köln im Stadtbezirk Ehrenfeld. Sie wurde ab 26. Januar 2021 ausgestrahlt.
Die 90-minütige Sondersendung „Hartz und herzlich - Abschied von Dagmar“ zum Tod der Protagonistin aus den „Benz-Baracken“ in Mannheim wurde am 21. Dezember 2021 ausgestrahlt. Weiterhin wurden fünf neue Folgen aus den Benz-Baracken ab dem 4. Januar 2022 zur Prime Time gesendet sowie 20 neue Ausgaben werktäglich ab dem 3. Januar 2022 aus Rostock Groß Klein.

## Spin-Off
Ein Spin-Off der Sozialreportage unter dem Titel Hartz und herzlich – Tag für Tag... startete im Jahr 2018 auf RTL2 und umfasst bisher 109 Folgen.
Im Juni 2018 begann die Reportagereihe mit 10 Folgen Tag für Tag Benz-Baracken, die sich erneut mit den Bewohnern der Mannheimer Benz-Baracken befasste; ab Januar 2020 strahlte der Sender Tag für Tag Rostock Groß Klein aus.
- Folgen 1–10: Tag für Tag Benz-Baracken  (Juni 2018)
- Folgen 11–20: Tag für Tag Benz-Baracken  (September 2019)
- Folgen 21–35: Tag für Tag Benz-Baracken  (Dezember 2019-Januar 2020)
- Folgen 36–45: Tag für Tag Rostock Groß Klein (Januar 2020)
- Folgen 46–60: Tag für Tag Rostock Groß Klein  (Oktober 2020-November 2020)
- Folgen 61–70: bisher nicht ausgestrahlt
- Folgen 71–80: Tag für Tag Benz-Baracken (Oktober 2020-November 2020) (Folgen 71–76 wöchentlich im Abendprogramm, Folgen 77–80 täglich im Nachmittagsprogramm)
- Folgen 81–90: Tag für Tag Benz-Baracken (Januar 2021)
- Folgen 91–100: Tag für Tag Rostock Groß Klein (Januar 2021)
- Folgen 101–109: Tag für Tag Benz-Baracken (Februar 2021-Mai 2021) (wöchentlich im Abendprogramm)

Beide Reportagen befassten sich in neueren Folgen auch mit dem Umgang der Bewohner mit der Covid-19-Pandemie in Deutschland.

## Rezeption

### Einschaltquoten
Hartz und herzlich gehört zu den quotenstarken Sendungen von RTL II. Die Ausstrahlungen erreichen in der werberelevanten Zielgruppe (14–49 Jahre) regelmäßige Einschaltquoten von 10 und mehr Prozent.

### Kritik
Das Format Hartz und herzlich erfährt regelmäßig öffentliche Kritik, sowohl von Seiten mancher Einwohner der porträtierten Städte und Siedlungen, als auch von offiziellen Verwaltungsstellen. So wandte sich zum Beispiel die Interessengemeinschaft Hohenbudberg Eisenbahnsiedlung in einem offenen Brief an die Öffentlichkeit, in welchem sie der Produktionsfirma und dem Sender „Effekthascherei“ und die Darstellung eines „Zerrbild[s] der Realität“ vorwarf. Auch die Einwohner von Pirmasens und Bitterfeld-Wolfen sowie die Stadt Salzgitter übten Kritik und bemängelten die zu negative und klischeehafte, stereotype Darstellung der Protagonisten und der Handlungsorte.
Der Politikwissenschaftler und Armutsforscher Christoph Butterwegge antwortete auf die Frage, warum sogenannte Sozialreportagen wie Hartz und herzlich einen sehr hohen Zuspruch seitens der Fernsehzuschauer erleben:

„Das entlastet all diejenigen, die nicht selber von den Problemen betroffen sind. Ihnen wird nahegebracht: Ihr habt keine Schuld daran, dass über zwei Millionen Kinder und Jugendliche in Hartz-IV-Haushalten leben. Ihr müsst auch politisch oder gesellschaftlich nichts unternehmen, um etwas daran zu ändern. Denjenigen, die in einer ähnlichen Situation sind, wird vermittelt: Du musst dich damit abfinden. Guck, denen geht es auch so.“

Der Zuschauer würde die Protagonisten der Sendung für sich als „minderbemittelt“ erklären und sich selbst dadurch besser fühlen.